# Yogi Berra
Lawrence Peter »Yogi« Berra, ameriški trener, upravnik in bejzbolist, * 12. maj 1925, St. Louis, Misuri, ZDA, † 22. september 2015, Montclair, New Jersey, ZDA.
Berra je bivši poklicni lovilec in je večino svoje 19-letne kariere bil član kluba New York Yankees. Je eden od le štirih igralcev bejzbola, ki so bili trikrat izbrani za Najkoristnejšega igralca lige MLB. Petnajstkrat je igral na Tekmi vseh zvezd, desetkrat je osvojil ligaški naslov, njegov dres s številko osem pa je ekipa iz New Yorka upokojila. Po končani karieri je uspešno deloval kot upravnik svoje bivše ekipe in sosednje New York Mets ter tako postal eden od šestih upravnikov, ki so svojo ekipo v Narodni in Ameriški ligi popeljali do Svetovne serije. Kot igralec, trener in upravnik je bil na 21-ih Svetovnih serijah in je osvojil skupno 13 šampionskih prstanov.
Večina za Berro meni, da je eden najboljših lovilcev v zgodovini bejzbola. Bill James, specialist za statistiko bejzbola, je razvil formulo, po kateri je Berra najboljši lovilec vseh časov in 52. najboljši igralec, ki ni metalec, v zgodovini športa.
Berra je šolo po 8. razredu pustil, in kasneje pogosto uporabljal malapropizme (zamenjeval je podobno zveneče besede) in prelamljal angleški jezik. Po svetu je zelo znan po svojih izjavah, yogizmih. Nekoč je istočasno zavračal in potrjeval svoj sloves z besedami: "Nisem zares rekel, vsega, kar sem rekel."

## Vzdevek
Njegov prepoznavni vzdevek mu je nadel prijatelj Bobby Hofman, ki je nekoč rekel, da ga zmeraj, ko čaka na svoj odbijalski nastop ali je žalosten po izgubljeni tekmi, spominja na hindujskega yogija.

## Zgodnje življenje
Berra se je rodil v pretežno italijanski soseski "The Hill" v St. Louisu. Njegova starša sta bila italijanska priseljenca Pieto in Paolina (rojena Longoni) Berra. Pietro, ki je izviral iz Milana v severni Italiji, je na slavni Ellis Island prispel 18. oktobra 1909 pri starosti 23 let.
V intervjuju za Hišo slavnih bejzbola leta 2005 je Yogi dejal: "Moj oče je v ZDA prišel prvi. Prišel je iz stare domovine. Niti sanjalo se mu ni, kaj je bejzbol. Želel je delati. Potem sem dobil še tri brate in sestro. Moj brat in mati sta prišla k nam kasneje. Moja najstarejša brata, Mike in Tony, sta bila rojena v Italiji, John, jaz ter sestra Josie pa smo bili rojeni v St. Louisu."
Yogijevi starši so ga na začetku klicali "Lawdie", saj njegova mati ni znala pravilno izgovoriti "Lawrence" ali "Larry". Odrasel je na ulici Elizabeth Avenue, na drugi strani cesti pa je živel njegov prijatelj iz otroštva in kasnejši tekmec Joe Garagiola; tisto okrožje je bilo prav tako domovanje kasneje slavnega komentatorja bejzbolskih tekem, Jacka Bucka in je bilo kasneje preimenovano Kraj Hrama slavnih. Berra je rimokatoliške veroizpovedi, in je obiskoval srednjo šolo South Side Catholic, ki se zdaj imenuje St. Mary's High School, v južnem St. Louisu, skupaj z Garagiolo. Berra je bil sprejet v Pločnik slavnih St. Louisa (St. Louis Walk of Fame).
Bejzbol je pričel igrati v lokalni ligi American Legion, kjer se je naučil osnov lovljenja, igral pa je tudi na položajih drugje po igrišču. Prav tako je igral za ekipo v mestu Cranston, Rhode Island pod prevzetim imenom.

## Igralska kariera
Leta 1942 je ekipa St. Louis Cardinals Berro zavrnila in rajši podpisala z njegovim prijateljim iz otroštva, Joeom Garagiolo. Izgledalo je, kakor da ekipa meni, da je Garagiola bolj obetaven, vendar je predsednik ekipe Branch Rickey imel drugačne namere: vedel je, da bo kmalu zapustil St. Louis in se pridružil ekipi Brooklyn Dodgers, in tako, veliko bolj navdušen nad Berro, kot je to sprva prikazoval, nameraval zadržati Berro v vlogi prostega igralca, dokler bi lahko z njim podpisal pogodbo v Brooklynu. A ta načrt je padel v vodo, potem ko so do njega najprej prišli predstavniki ekipe New York Yankees in ga podpisali za identičen znesek, kot so ga St. Louisani ponudili Garagioli- 500 ameriških dolarjev. Berra je bil nato poslan k ekipi iz Norfolka v ligi Class B Piedmont League, kjer je nekoč v dveh zaporednih tekmah domov poslal 23 tekov.
Po tem, ko je oddelal svojo vojaško dolžnost v Mornarici ZDA med 2. svetovno vojno (med invazijo na Normandiji je tudi streljal z velikokalibrskim orožjem) je Berra igral v nižjih podružnicah z ekipo Newark Bears in nato bil vpoklican v ligo MLB za sedem tekem v sezoni 1946. Takrat je bil njegov mentor član Hrama Slavnih Bill Dickey, katerega številko je nato prevzel Berra. Naslednjo sezono je z ekipo preživel 83 tekem, naslednjih 14 let pa je vedno igral v več kot stotih, kar precejšnja številka za lovilca.
Berra se je kot igralec pojavil v 14 Svetovnih serijah in zmagal na desetih, s čimer se ne more pohvaliti nihče drug. Postavil je rekorde Serije za največ igranih tekem (75), odbijalskih nastopov (259), udarcev v polje (71), udarcev v polje za dve bazi (10), za eno bazo (49), lovljene tekme (63) in izločitve s strani lovilca (457). Berra je na tretji tekmi Serije leta 1947 odbil prvi domači tek kot odbijalec s klopi v zgodovini serije. Odbil ga je od meta Ralpha Brance, ki je kasneje (leta 1951) dovolil slavni domači tek Bobbya Thomsna »Shot Heard 'Round the World« (»Strel, ki je odmeval okrog sveta) .
Berra je 18-krat igral na Tekmi vseh zvezd in 3-krat osvojil nagrado Najvrednejši igralec lige, in sicer v letih 1951, 1954 in 1955. V letih 1950–1957 ni v glasovanju za nagrado nikoli končal nižje kot na četrtem mestu in glasove za nagrado prejel v petnajstih zaporednih sezonah, kar je drugi najboljši tovrsten dosežek za devetnajstimi sezonami s takšno podporo Hanka Aarona. (Ted Williams je prav tako prejel takšne glasove v vsakem letu svoje kariere, vendar je bila slednja dvakrat prekinjena zaradi vojaške službe). Med letoma 1949 in 1955 je na ekipi z zvezdniškimi imeni, kot sta bila Mickey Mantle in Joe DiMaggio, Berra vodil klub v tekih, poslanih domov, v sedmih zaporednih sezonah.
Eden najbolj opaznih trenutkov Berrove kariere je bilo lovljenje brezhibne tekme Dona Larsna v Svetovni seriji leta 1956, prve od le dveh tekem brez dovoljenega udarca v polje v zgodovini končnice. Slike Berre ob čustvenem skoku v naročje Larsna po zadnji izločitvi so med najbolj znanimi v zgodovini bejzbola.

### Igralski profil
Berra je bil odličen pri odbijanju slabih metov, pri čemer je pokrival celoten odbijalski krožnik in tudi območja zunaj njega z odličnim raztezkom pri zamahu. Povrhu je imel še odličen nadzor nad kijem, kar mu je omogočalo, da ga zamahne kot palico za golf in odbije nizke mete za dolge domače teke, ali useka na visoke mete in žogo požene nazaj v ravni črti. V petih sezonah je imel več domačih tekov kot izločitev z udarci. Leta 1950 je v 597 odbijalskih nastopih zbral le 12 izločitev z udarci. S temi sposobnostmi je postal zastrašujoč odbijalec v ključnih trenutkih, nasprotni upravnik Paul Richards ga je nekoč opisal kot "najmočnejšega moža v ligi v zadnjih treh menjavah". Ko je bil vprašan glede zamahovanja naproti t. i. "slabim metom", naj bi Berra odgovoril: " Če ga lahko odbijem, je met dober." Odbijal je iz leve strani. V svoji igralski karieri je odbil 358 domačih tekov in domov poslal 1,430 tekov.
Obrambne sposobnosti Berre, ki je metal z desno roko, so bile zares odlične. Bil je hiter, gibčen in odličen pri delu z metalci. Kot odraz tega je Ameriško ligo vodil 8-krat v tekmah lovljenja in v sprejetih možnostih, 6-krat v dvojnih izločitvah (rekord lige MLB), 8-krat v izločitvah, trikrat v asistencah in enkrat v lovilskem odstotku. Bil je eden od le štirih lovilcev, ki so kadarkoli v eni sezoni imeli lovilsko povprečje 1 in je leta 1958 sodeloval v 88 tekmah brez obrambnih napak. Berra je bejzbol zapustil kot rekorder lige AL v izločitvah kot lovilec (8,723) in sprejetih možnostih (9,520). Bil je prvi lovilec, ki je svoj prst pustil zunaj lovilske rokavice, s čimer je začel slog, ki so ga sčasoma prevzeli drugi lovilci. Kasneje v karieri je postal odličen igralec zunanjega polja v zloglasnem levem polju stadiona Yankee Stadium. Junija 1962 je pri starosti 37 let prikazal svojo neverjetno fizično vzdržljivost z lovljenjem celotne sedemurne tekme z dvaindvajsetimi menjavami proti ekipi Detroit Tigers. Casey Stengel, njegov upravnik leta 1965, je nekoč dejal: "Nikoli ne grem v tekmo brez mojega moža."

## Upravniška kariera
Po koncu svoje igralske kariere po Svetovni seriji leta 1963 se je Berra znašel v vlogi upravnika svoje stare-nove ekipe, New York Yankees. Veliko medijske pozornosti je pritegnil dogodek na avtobusu ekipe avgusta 1964, ko je po porazu igralec notranjega polja Phil Linz igral orglice, Berra pa mu je ukazal, naj preneha. Linz, ki je sedel na drugem koncu avtobusa, Berre ni slišal, Mickey Mantle pa je to v svojem slogu to izkoristil in mu rekel, da ga je Berra zaprosil, da igra glasneje. Ko je Linz to storil, mu je jezni Berra orglice izbil iz ust. Vse je bilo navidezno pozabljeno po septembrskem zmagovalnem nizu, po katerem so se New Yorčani vrnili na Svetovno serijo. A po porazu v 7. tekmi proti ekipi St. Louis Cardinals je bil Berra odpuščen. Kasneje so izvedeli, da je splošni upravitelj Ralph Houk to nameraval že vse od sredine sezone, saj naj bi Berra izgubil nadzor nad svojo ekipo.
Berra se je za zelo kratek čas vrnil na igrišče kot igralec-trener za ekipo na drugi strani mesta, New York Mets. Po le štirih tekmah je 9. maja 1965, le tri dni pred njegovim 40-im rojstnim dnevom, še zadnjič zamahnil na tekmi lige MLB. Kot trener je z ekipo ostal še naslednjih 8 sezon, vključujoč njihovo šampionsko sezono leta 1969. Nato je po nenadni smrti upravnika Gila Hodgesa začasno prevzel njegovo vlogo.
Naslednja sezona je na začetku izgledala kot razočaranje. Na sredi sezone je bila ekipa iz New Yorka na zadnjem mestu, vendar v zelo tesni bitki v njihovi diviziji. Ko so ga novinarji vprašali, če je sezona za njegovo ekipo končana, je odgovoril:
| “ | Ni konec, dokler ni konec.    | ” |
|   | — Lawrence Peter "Yogi" Berra |   |

Pozen niz zmag je njegovi ekipi omogočil zmago v diviziji Narodna liga - Vzhod in to navkljub le 82 zmagam, kar je bilo tudi edinkrat v letih 1970–1980, da tega naslova ni osvojil eden izmed rivalov ekipe, Philadelphia Phillies ali Pittsburgh Pirates. Ko se je ekipa iz New Yorka soočila z ekipo Cincinnati Reds v Seriji za Narodno ligo leta 1973, je na tretji tekmi izbruhnil pretep med Budom Harrelsonom in Peteom Roseom. Po dogodku so navijači začeli metati predmete na Rosea na igrišču.Sparky Anderson je Rosea in ostale igralce njegove ekipe vpoklical iz igralnega polja do razrešitve zadeve. Berra je skupaj s svojimi zvezdniki prišel na polje in navijače prosil, da prenehajo. Njegova ekipa je nato premagala favorizirano moštvo iz Cincinnatija in osvojila Narodno ligo. Bila je njegova druga osvojena liga v vlogi upravnika, enkrat je osvojil še Ameriško ligo.
V Svetovni seriji tega leta je njegova ekipa imela po 5. tekmi dve zaključni žogi za osvojitev serije. Berra se je odločil, da uporabi Toma Seaverja in Jona Matlacka, ki sta že metala tri dni pred njunima nastopoma, in oba sta svoji tekmi izgubila. Berra je bil deležen številnih kritik, saj bi lahko imel v 7. tekmi spočitega metalca. A Yogi ni obžaloval ničesar. "Si lahko želiš boljšega položaja? Seaver in Matlack, ki potrebujeta le eno zmago! Ne obžalujem ničesar. Želel sem si stvar zaključiti, a to ni bilo zapisano v mojih kartah."
Berrovo obdobje kot upravnik ekipe Mets se je končalo 5. avgusta 1975 z njegovo odpustitvijo. Leta 1976 se je ponovno pridružil ekipi New York Yankees kot trener. Ekipa je nato osvojila prvega od svojih treh zaporednih naslovov v Ameriški ligi ter Svetovni seriji v letih 1977–79 in Berra je tako, kakor se je dogajalo že med njegovim dnevi kot igralec, povečal svoj sloves kot prinašalec sreče. (Casey Stengel, njegov bivši upravnik, je nekoč o njem rekel: » Padel bi v kanalizacijo in bi prišel nazaj z zlato uro«.) Berra je pred sezono 1984 bil imenovan za upravnika ekipe New York Yankees. Berra se je, po tem ko je prejel zagotovila, da ne bo odpuščen, odločil, da ostane v službi še leta 1985, vendar je nepotrpežljivi lastnik George Steinbrenner odpustil Berro že po 16. tekmi sezone. Namesto, da bi mu odpoved izročil osebno, je za to uporabil Clydea Kinga. To je povzročilo hud spor med njim in Berro, ki je trajal skoraj 15 let.
Berra se je kasneje pridružil ekipi Houston Astros kot trener na klopi, kjer mu je ponovno uspela udeležba v končnici in leta 1986 celo v Seriji za Narodno ligo. Houstončani so serijo proti ekipi New York Mets v šestih tekmah izgubili, Berra pa je trener ostal do leta 1989.

## Časti
Leta 1972 je bil Berra izvoljen v Hišo slavnih bejzbola z 85,61% glasov.
V istem letu je njegovo številko 8. ekipa New York Yankees upokojila in v isti sapi počastila njegovo delo in uspehe njegovega predhodnika v vlogi zvezdniškega lovilca, Billa Dickeya. Televizijski komentator ekipe Michael Kay je Berro pripeljal na oddajo Old Timers Day kot »enega najbolj znanih obrazov na svetu«.
Berra in Dickey sta bila dne 22. avgusta 1988 ponovno počaščena s plaketami, ki so bile obešene v Parku spomenikov ekipe New York Yankees v stadionu Yankee Stadium. Berrova ga opisuje kot »legendarnega člana ekipe« in citira njegovo znano: "Ni konec, dokler je konec". Navkljub temu pa dejanje ni bilo dovolj, da premami Berrovo trmo in prepričanje, da je Steinbrenner, lastnik ekipe, prelomil njun zasebni dogovor, in se v Stadionu ni pojavil še deset let, do javnega opravičila lastnika za njegova dejanja proti Berri.
Leta 1999 je na seznamu The Sporting News, ki je izbral najboljših 100 igralcev v zgodovini bejzbola, zasedel 40. mesto, po izboru navijačev pa je bil izvoljen v ekipo Najboljših stoletja lige MLB. Na Tekmi vseh zvezd leta 2008 na stadionu Yankee Stadium je imel Berra to čast, da je bil zadnji izmed 49-ih članov Hiše Slavnih, ki so bili prisotni, ki je bil najavljen. Ljubljenec domačega občinstva je prejel tudi največji aplavz.
18. julij 1999 je Yankee Stadium razglasil za "Dan Yogija Berre". Simbolični prvi met tekme je v spomin na njuno brezhibno tekmo v Svetovni seriji leta 1956 vrgel Don Larsen. To je bil le del velikega praznovanja, ki je zaznamovalo povratek Berre k Stadionu po koncu njegovega 14-letnega spora z lastnikom ekipe, Steinbrennerjem. Ta se je začel leta 1985, ko je slednji obljubil Berri pošteno možnost za položaj upravnika ekipe, a ga nato odpustil po le treh tednih. Berra se je nato zavezal, da se, dokler bo Steinbrenner lastnik ekipe, ne bo več vrnil na stadion. Istega dne je metalec ekipe David Cone zaključil brezhibno tekmo proti ekipi Montreal Expos. , le šestnajsto v zgodovini lige MLB.
Leta 2008 je bil Berra izvoljen v Muzej slavnih New Jerseyja.

### Muzej, učni center in stadion
V letu 1998 sta se odprla Muzej in učni center Yogija Berre (Yogi Berra Museum and Learning Center) in Stadion Yogija Berre (Yogi Berra Stadium), ki je domači stadion ekipe New Jersey Jackals in ekip univerze Montclair State University. Stoji na kampusu univerze v mestu Upper Montclair, New Jersey. Muzej je domovanje različnih spominkov, kot je recimo rokavica, s katero je Yogi lovil mete edine brezhibne tekme v zgodovini Svetovne serije, številni podpisani predmeti, uporabljeni med igro, in 9 Yogijevih šampionskih prstanov (Berra nosi le tistega iz leta 1953, v spomin 5. zaporedne osvojene Svetovne serije njegove ekipe). Prihod zdajšnjega lastnika ekipe, Georgea Steinbrennerja, je privedel do sprave Yogija in muzeja, v kateri je Yogi prejel zmagovalni prapor iz leta 1951 za razkazovalne namene.
Berra je pomemben del muzejskega projekta in pogosto obiskuje muzej, kjer podpisuje predmete, razpravlja in sodeluje pri različnih dogodkih. Njegov namen je, da otroke nauči pomembnih vrednot, kot sta športno obnašanje in predanost, ki sta pomembni tako na kot zunaj bejzbolskega igrišča.

## Druge dejavnosti
Berra in bivši soigralec Phil Rizzuto sta bila solastnika kegljišča v mestu Clifton, New Jersey, ki se je izvirno klicalo "Rizzuto-Berra Lanes". Par je nato kegljišče prodal drugim lastnikom, ki so ga nato poimenovali "Astro Bowl". Obratovalo je do poznih 1990-ih, ko je bilo po ponovni prodaji spremenjeno v prodajne prostore.
Berra ostaja pomembna osebnost kot Američan z italijanskimi koreninami. Kot dolgoletni podpornik zveze National Italian American Foundation (NIAF) je velikokrat pomagal pri zbiranju sredstev, celo s podpisanjem bejzbolskih žogic na dogodkih zveze za dražbo. Leta 1996 je ob 21. obletnici zveze prejel nagrado za izjemne dosežke.
Je prejemnik najvišje nagrade za odrasle zveze Boy Scouts of America ("Deški skavti ZDA"), Nagrade srebrnega bizona.
Berra se je med drugimi pogosto pojavljal v oglasnih sporočilih za izdelke Yoo-hoo, AFLAC, Entenmann's, in Stove Top stuffing. Pri njih je pogosto prikazal primere njegovih yogizmov. Je eden izmed najizkušenejših reklamnih udeležencev v ZDA, njegovi nastopi v slednjih segajo od zgodnjih 1950-ih do dandanašnjega. Zaradi njegovega načina govorjenja je bil janurja 2005razglašen za "Najpametnejšega bedaka zadnjih 50 let" s strani revije The Economist.
Berra se pojavlja na postaji YES Network v razdelku Yogi and a Movie, kjer skupaj z Bobom Lorenzom komentira na različne filme, medtem ko se predvajajo.
V televizijski miniseriji iz leta 2007 The Bronx is Burning je bil Berra upodobljen s strani igralca Joea Grifasija. V dokudrami programa HBO Sports 61* ga je igral igralec Paul Borghese, scenarij Hanka Steinberga pa je vključeval več kot en yogizem.
V letu 2009 se je Berra pojavil v dokumentarcu "A Time for Champions" ("Čas za šampione"), v katerem se je spominjal svojih nogometnih trenutkov iz otroštva v St. Louisu.

## Zasebno življenje
S svojo ženo Carmen se je Berra poročil 26. januarja leta 1949. Imata tri otroke in že od njegovih igralskih časov živita v mestu Montclair, New Jersey. Dva od njegovih sinov sta prav tako bila poklicna športnika. Dale je bil bližnji zaustavljalec ekip Pittsburgh Pirates, New York Yankees, in Houston Astros, Tim pa je leta 1974 igral ameriški nogomet za prehodnika današnjih Indianapolis Colts v Baltimoru.

## Navedki
Glej članek v Wikinavedku.
Berra je zelo znan po svojih komentarjih in pripovedih, znanih kot yogizmi. Yogizmi so velikokrat oblikovani kot očitna tavtologija ali paradoksno nasprotje.

## Knjige
- Behind the Plate ("V vlogi lovilca"), Lawrence Yogi Berra and Til Ferdenzi (1962) ISBN-13: 9781258114039
- Yogi: It Ain't Over ("Yogi: Ni še konec") (1989) ISBN 0-07-096947-7
- The Yogi Book: 'I Really Didn't Say Everything I Said ("Knjiga o Yogiju:Nisem zares rekel vsega, kar sem rekel)' (1998) ISBN 0-7611-1090-9
- When You Come to a Fork in the Road, Take It! Inspiration and Wisdom from One of Baseball's Greatest Heroes ("Ko se cesta razcepi, naravnost! Navdih in modrost enega največjih herojev bejzbola") (2001) ISBN 0-7868-6775-2
- What Time Is It? You Mean Now?: Advice for Life from the Zennest Master of Them All ("Koliko je ura? Mislite sedaj? : Nasveti o življenju najbolj zen mojstra od vseh") (2002) ISBN 0-7432-3768-4
- Ten Rings: My Championship Seasons ("Deset prstanov: Moja šampionska leta") (2003) ISBN 0-06-051381-0
- Let's Go, Yankees! ("Naprej, Yankees") (2006) ISBN 1-932888-81-0
- You Can Observe a Lot by Watching ("Veliko lahko opaziš z gledanjem") (2011)

## Priporočeno branje
- Barra, Allen (2009). Yogi Berra: Eternal Yankee ("Yogi Berra: Večni Yankee"). New York: W. W. Norton & Company. ISBN 0-393-06233-3. OCLC 227016802.